# Ibarrangelu
Ibarrangelu è un comune spagnolo di 542 abitanti situato nella comunità autonoma dei Paesi Baschi.